# Коффман-Коув (Аляска)
Коффман-Коув (англ. Coffman Cove) — місто (англ. city) на східному узбережжі острова Принца Уельського. Адміністративно входить до складу неорганізованого боро штату Аляска (США). Населення — 127 осіб (2020).

## Географія
Коффман-Коув розташований за координатами 56°0′47″ пн. ш. 132°49′55″ зх. д. / 56.01306° пн. ш. 132.83194° зх. д. (56.013184, -132.831890). Місто включено до зони перепису населення Принца Уельського — Гайдеру. За даними Бюро перепису населення США в 2010 році місто мало площу 40,68 км², з яких 30,91 км² — суходіл та 9,77 км² — водойми. В 2017 році площа становила 34,41 км², з яких 28,15 км² — суходіл та 6,27 км² — водойми.

### Клімат
Місто знаходиться у зоні, котра характеризується морським кліматом.
| Клімат Коффман-Коува    | Клімат Коффман-Коува | Клімат Коффман-Коува | Клімат Коффман-Коува | Клімат Коффман-Коува | Клімат Коффман-Коува | Клімат Коффман-Коува | Клімат Коффман-Коува | Клімат Коффман-Коува | Клімат Коффман-Коува | Клімат Коффман-Коува | Клімат Коффман-Коува | Клімат Коффман-Коува | Клімат Коффман-Коува |
| Показник                | Січ.                 | Лют.                 | Бер.                 | Квіт.                | Трав.                | Черв.                | Лип.                 | Серп.                | Вер.                 | Жовт.                | Лист.                | Груд.                | Рік                  |
| Середній максимум, °C   | 3,9                  | 5,4                  | 7                    | 10,1                 | 13,6                 | 16,4                 | 18,3                 | 18,5                 | 15,6                 | 11                   | 7                    | 4,7                  | 10,9                 |
| Середня температура, °C | 1                    | 2,5                  | 4                    | 6,1                  | 9,4                  | 12,4                 | 14,5                 | 14,7                 | 12                   | 7,9                  | 4,2                  | 2,1                  | 7,5                  |
| Середній мінімум, °C    | −1,9                 | −0,5                 | 1                    | 2,2                  | 5,2                  | 8,4                  | 10,7                 | 10,9                 | 8,4                  | 4,9                  | 1,4                  | −0,6                 | 4,1                  |
| Норма опадів, мм        | 353                  | 324                  | 286                  | 284                  | 235                  | 187                  | 189                  | 274                  | 361                  | 563                  | 438                  | 398                  | 3892                 |
| Днів з опадами          | 20                   | 18                   | 20                   | 19                   | 17                   | 16                   | 15                   | 16                   | 19                   | 24                   | 23                   | 22                   | 229                  |
| ----------------------- | -------------------- | -------------------- | -------------------- | -------------------- | -------------------- | -------------------- | -------------------- | -------------------- | -------------------- | -------------------- | -------------------- | -------------------- | -------------------- |
| Джерело: Weatherbase    |                      |                      |                      |                      |                      |                      |                      |                      |                      |                      |                      |                      |                      |

## Демографія
Згідно з переписом 2010 року, у місті мешкало 176 осіб у 89 домогосподарствах у складі 49 родин. Густота населення становила 4 особи/км².  Було 168 помешкань (4/км²).
Расовий склад населення:
| - 94,3 % — білих - 4,0 % — корінних американців |

До двох чи більше рас належало 1,7 %. Частка іспаномовних становила 1,1 % від усіх жителів.
За віковим діапазоном населення розподілялося таким чином: 16,5 % — особи молодші 18 років, 69,9 % — особи у віці 18—64 років, 13,6 % — особи у віці 65 років та старші. Медіана віку мешканця становила 50,0 року. На 100 осіб жіночої статі у місті припадало 147,9 чоловіків;  на 100 жінок у віці від 18 років та старших — 141,0 чоловіків також старших 18 років.
Середній дохід на одне домашнє господарство  становив 51 477 доларів США (медіана — 41 786), а середній дохід на одну сім'ю — 69 066 доларів (медіана — 77 969). За межею бідності перебувало 6,0 % осіб, у тому числі 0,0 % дітей у віці до 18 років та 0,0 % осіб у віці 65 років та старших.
Цивільне працевлаштоване населення становило 85 осіб. Основні галузі зайнятості: публічна адміністрація — 28,2 %, сільське господарство, лісництво, риболовля — 25,9 %, транспорт — 20,0 %.